# Rassemblement national populaire
Pour l'usage du nom dans la fiction, voir Chez nous (film, 2017).
Pour les articles homonymes, voir Rassemblement national (page d'homonymie) et RNP.
Ne doit pas être confondu avec Rassemblement national.
Le Rassemblement national populaire (RNP) est un parti politique français fasciste et collaborationniste, fondé par Marcel Déat pendant l'occupation allemande. Le RNP, qui a existé du 2 février 1941 jusqu'en 1944, avait une origine néo-socialiste et embrassait le projet d'Europe nazie unifiée. Il se destinait ainsi à « protéger la race ».
Sa particularité est la présence dans ses instances dirigeantes d'éléments issus de la gauche pacifiste.
Le RNP fut, pendant l'occupation, l'un des trois principaux partis collaborationnistes en France avec le Parti populaire français (PPF) de Jacques Doriot et le Parti franciste de Marcel Bucard, prônant un alignement politique, social et militaire sur l'Allemagne nazie.

## Phase RNP-MSR (février-octobre 1941)

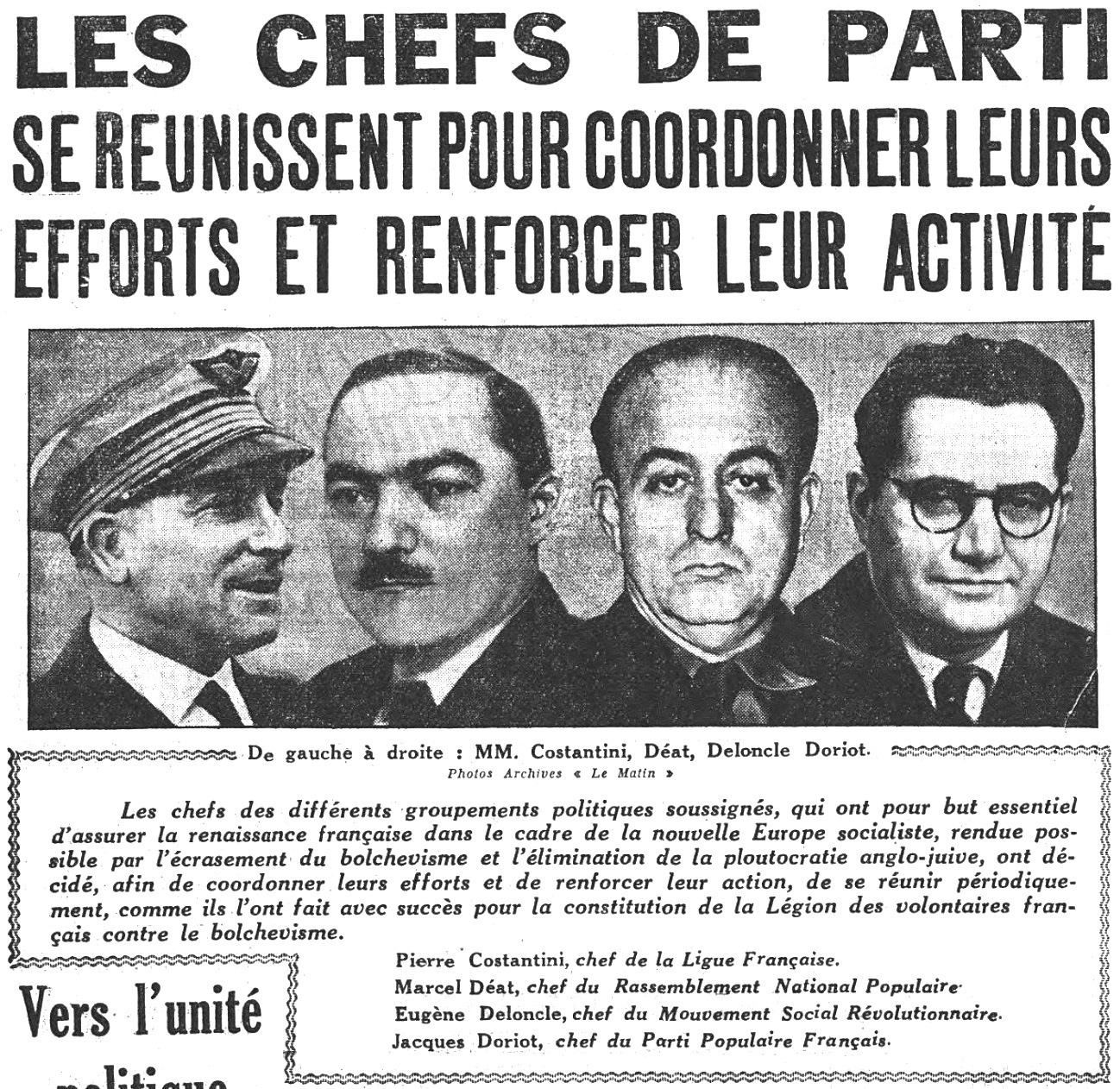
Chefs des principaux partis collaborationnistes en 1941. De gauche à droite : Pierre Costantini (Ligue française), Marcel Déat (Rassemblement national populaire), Eugène Deloncle (MSR) et Jacques Doriot (PPF),
extrait de la une du Matin du 10 octobre 1941.

Le RNP est fondé par Marcel Déat (ancien député SFIO, fondateur en 1933 du Parti socialiste de France-Union Jean Jaurès (néo-socialiste), ministre de l’Air début 1936 (avant le Front populaire), et ultra-pacifiste en 1939). Éloigné de Vichy après avoir proposé sans succès un parti unique durant l’été 1940, et même brièvement arrêté par la police de Vichy le 13 décembre 1940 en même temps que Pierre Laval, il crée le RNP au début 1941.
Dès le départ, les autorités d'occupation imposent une fusion contre nature du RNP de Marcel Déat, qui recrute plutôt à gauche, et du Mouvement social révolutionnaire (MSR) d'Eugène Deloncle, mouvement d’extrême-droite qui continue l’action de la Cagoule.
Le premier comité directeur du RNP-MSR comprend 5 hommes (2 RNP, 3 MSR) :
- Marcel Déat ;
- Jean Fontenoy (au Parti communiste français, puis au PPF) ;
- Jean Van Ormelingen (dit Jean Vanor) (en fait de nationalité allemande) (MSR, LVF) ;
- Eugène Deloncle (chef de la Cagoule, puis du MSR) ;
- Jean Goy (industriel, député conservateur, ancien président de l'Union nationale des combattants (UNC), principale association d’anciens combattants de droite) ; il sera exclu en 1942.

La fusion entre le RNP et le MSR ne prend pas du fait de la rivalité des chefs et de la divergence des profils des membres des deux organisations. Le MSR conserve de facto son autonomie au sein du RNP et son principal rôle est de former le service de sécurité du RNP, la Légion nationale populaire.
La méfiance règne entre les deux chefs, d’autant que l’équipe de Deloncle est spécialiste des complots et des coups de main. Après l’attentat de Paul Collette contre Pierre Laval et Marcel Déat le 27 août 1941, Déat accuse le MSR d’avoir tenté de l’éliminer. Le MSR est donc exclu du RNP en octobre 1941, non sans quelques derniers coups tordus sanglants. Le RNP se réorganise par l’exclusion des éléments soupçonnés d’être proches du MSR jusqu’aux premiers mois de 1942.

## Le RNP sans MSR (après octobre 1941)

### Idéologie

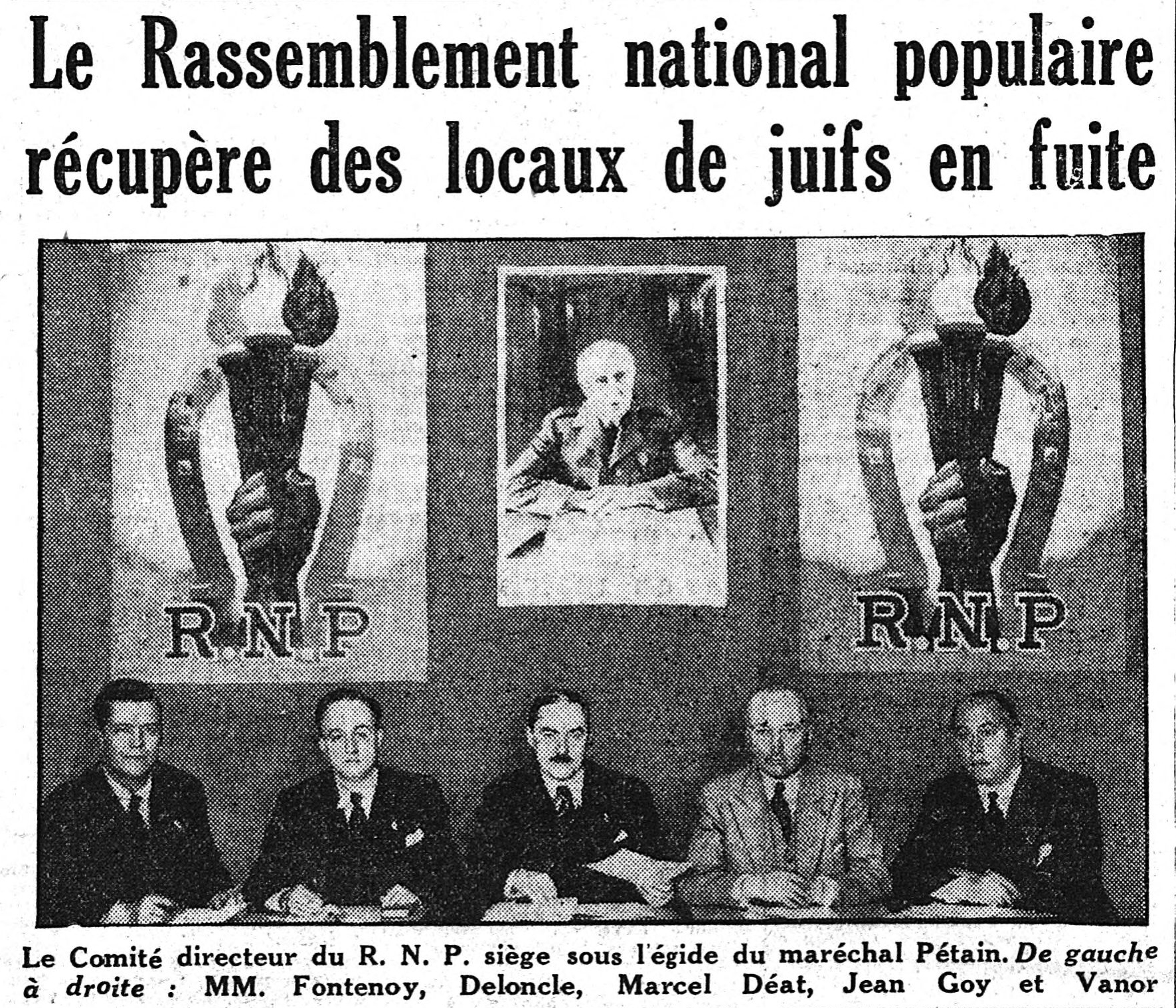
« Le Rassemblement national populaire récupère des locaux de juifs en fuite ». L'état-major du RNP : Jean Fontenoy, Eugène Deloncle, Marcel Déat, Jean Goy et Jean Van Ormelingen (dit Jean Vanor). Photographie publiée à la une du journal Le Matin, 10 avril 1941.

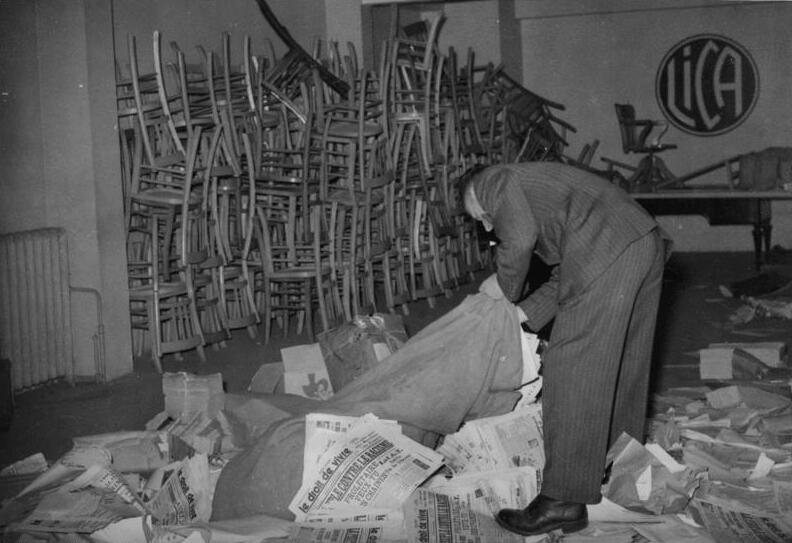
Le RNP occupe les locaux de la Ligue internationale contre l'antisémitisme (LICA) (avril 1941).

Sur le plan idéologique, le RNP est favorable à un régime à parti unique et d'inspiration fasciste dans une Europe unifiée et socialiste. Il se réclame de l'héritage républicain, laïc et pacifiste, ce qui le différencie radicalement de son grand rival, le PPF de Doriot. Ainsi, le RNP défend le principe du suffrage universel, l’école publique, une ligne anti-cléricale ou encore le maintien des bustes de Marianne dans les mairies[réf. non conforme]. Dans ses écrits, Déat se réclame de la tradition républicaine et révolutionnaire et affirme et loue la parenté entre le jacobinisme et le totalitarisme : « L’État révolutionnaire de 1793 est singulièrement proche de l’État totalitaire ; ce n'est pas du tout l'État capitaliste et libéral (...). Disons en raccourci que la Révolution française a tendu vers un national-démocratisme, et que nous tendons maintenant à un national-socialisme. Mais le premier mouvement était aussi révolutionnaire que le second, il avait le même sens, il allait dans la même direction. Il est absolument faux de vouloir les opposer l'un à l'autre ». Par ailleurs, il verse dans un antisémitisme moins violent que le PPF.
La tonalité spécifique du déatisme, faite de surenchère collaborationniste et de défense d'une ligne de gauche républicaine, se traduit par des prises de protestation contre la révocation des maires de gauche, contre les campagnes visant les francs-maçons et les instituteurs et dans le même temps la célébration d'un Hitler imaginaire, qu'il décrit comme désireux d'effacer les frontières au profit d'échanges économiques, édifiant une Europe pacifiée, unie et socialiste[réf. à confirmer]. Ces idées entraînent une opposition constante entre le RNP et les éléments réactionnaires du début du régime de Vichy.
Dès le départ, Marcel Déat entend donner pour la partie programmatique la prépondérance à ses amis ex-socialistes en créant une « série de commissions et de comités d'études réunissant les têtes pensantes de la gauche et de l'extrême gauche », se félicitant de pouvoir recourir à ses « liaisons étendues dans le monde universitaire comme dans toutes sortes de milieux techniques et intellectuels ».
Après le départ des éléments droitiers du MSR, Ernst Achenbach suggère à Déat de prendre contact avec les masses et d'insister sur l'orientation socialiste de son mouvement ; de fait, en 1942, la Commission permanente, instance dirigeante du RNP, comprend douze personnes issues du socialisme : SFIO[Pas dans la source], Parti socialiste de France-Union Jean Jaurès, Union socialiste républicaine[réf. nécessaire].

### Soutien de l'ambassade allemande
Dans son rapport à Ribbentrop daté du 23 juin 1941, Abetz prône « un traité de paix qui empêcherait, par la mise en place d'un gouvernement de gauche et l'occupation permanente par l'Allemagne, toute opposition contre l'Europe dirigée par le Reich ». L'ambassadeur du Reich en France favorise donc le RNP, conformément à ses inclinations personnelles d'ancien social-démocrate : il préfère travailler avec d'anciens socialistes comme Marcel Déat et avec des collaborateurs surtout motivés par le pacifisme et l'idée d'unifier l'Europe, quitte à ce que ce soit sous domination allemande, plutôt qu'avec Doriot et son PPF suspectés d'être trop indépendant car « il pourrait finir par s'imposer et susciter une mystique nationale capable de rénover la France dans le sens national-socialiste », ce dont Berlin ne veut pas. De fait, le conseiller Schleier, considérant que « la grande majorité des partisans de la politique de collaboration vient de la gauche française » pousse Abetz à favoriser l'entrée au gouvernement de Vichy des syndicalistes et socialistes acquis à la collaboration et Marcel Déat finira par rentrer dans le gouvernement de Laval. Le RNP ne cesse de critiquer les « réactionnaires de Vichy » et le PPF.

### Front révolutionnaire national
Très déçu ne pas accéder au gouvernement de Vichy dans le sillage du retour au pouvoir de Pierre Laval en avril 1942 ou de l’occupation de la zone sud en novembre 1942, Marcel Déat consacre l’année 1943 à tenter de réaliser un parti unique de la collaboration qui lui permette de s’imposer. À la suite des rencontres en novembre 1942 entre les chefs du RNP (Déat, Albertini) et du MSR (Georges Soulès), qui s’étaient tous connus à la SFIO, le RNP créé le Front révolutionnaire national (FRN) qui parvient à rassembler les principaux partis collaborationnistes hormis le PPF de Doriot : RNP-Front social du travail, MSR, Parti franciste, Groupe Collaboration et Jeunes de l’Europe nouvelle, Comité d’action antibolchévique. Le PPF refuse la manœuvre, mais Déat réussit à débaucher un de ses dirigeants, Jean Fossati (secrétaire du PPF), et nomme à la tête du FRN le seul chef du RNP issu du PPF : Henri Barbé. Le FRN ne mène cependant à rien.

### Participation de Déat au gouvernement de Vichy
Sur le plan tactique, le RNP critique avec virulence Vichy trop conservateur et pas assez européen mais s'abstient de critiquer Pierre Laval : Déat se voit en successeur de ce dernier avec qui il partage des réseaux républicains et pacifistes de nature proches.
Le régime de Vichy se durcissant, ses points de vue se rapprochent de ceux des collaborationnistes. En mars 1944, Déat est nommé ministre du Travail et de la solidarité nationale du régime de Vichy et prend dans son cabinet les dirigeants du RNP (Georges Albertini, Georges Dumoulin, Ludovic Zoretti, Gabriel Lafaye, etc.). L’activité du parti est dès lors délaissée.
Le 17 août 1944, devant l'avancée alliée, Marcel Déat part à Nancy. Le 26 août, Il quitte cette ville pour se réfugier en Allemagne, convié au quartier général d'Adolf Hitler. Il est presque seul (« l’unique du parti » raille son collègue Abel Bonnard en référence à l’ancienne obsession du parti unique). Les membres du RNP, contrairement à ceux des autres partis collaborationnistes, préfèrent dans l’ensemble rester en France.

## Organisation et profil du RNP (après octobre 1941)

### Profil
Les membres du RNP sont issus des classes moyennes urbaines (les trois quarts des dirigeants) : employés, fonctionnaires, enseignants, et aussi artisans, commerçants, professions libérales. Le parti compte peu d’ouvriers (11 %, notamment des cheminots). Au total, le RNP est plus âgé et plus intellectuel, et donc moins activiste, que le PPF et le Parti franciste.
En termes quantitatifs, le RNP est, comme tous les partis de la collaboration, un échec, ne parvenant pas à séduire les masses. On lui accorde en général, au maximum, entre 20 000 membres (dont 12 000 en province) et 30 000. Il connaît son apogée en 1942.
D’autres estimations ne lui accordent que 2 640 membres vraiment actifs, dont seulement 13 % d’ouvriers de l’industrie.

### Presse proche du RNP
- L’hebdomadaire militant est Le National Populaire.
- Le RNP est soutenu par L'Œuvre, le quotidien de Marcel Déat. L’Œuvre déatiste abrite de vieux dreyfusards : Francis Delaisi et Alexandre Zevaès[18].
- Sont également dans l'orbite du RNP, malgré des divergences ponctuelles, les journaux d'ex-socialistes collaborationnistes L'Atelier, Germinal, Le Rouge et le Bleu, L'Effort.

### Les Jeunesses nationales populaires (JNP)

Drapeau du Rassemblement national populaire

Les JNP sont dirigées par Roland Silly et des militants provenant des Étudiants révolutionnaires ou des structures de l’extrême gauche trostkisante d'avant-guerre[réf. à confirmer]. Parmi les 9 autres dirigeants figure Roland Goguillot, dit Roland Gaucher, membre de la Fédération des étudiants révolutionnaires et du PSOP.
Le logo des JNP était un gamma stylisé (ressemblant à la rune Ōthalan fréquemment utilisée par les nazis, mais à l'envers), généralement représenté en bleu dans un carré blanc sur la pointe, le tout sur fond rouge.
Concernant les adhérents, « ceux qui formaient le gros des troupes de la JNP, et dont certains étaient d’anciens Faucons rouges ou étaient issus de familles à forte tradition syndicaliste, suivaient l’exemple de leurs chefs et affichaient des idées nationales-socialistes ». Là aussi, le RNP cultive son image « de gauche » : le chant des JNP est ainsi une marche du Parti communiste d'Allemagne[réf. non conforme]. Les JNP n'ont pas de programme d'action mais quatre commandements :
- Un chef : Déat
- Une mystique : Servir
- Une doctrine : Socialisme
- Une devise : À temps héroïques, Jeunesse héroïque

Cette devise adoptée lors du premier congrès servira de thème aux affiches illustrées par le tambour Joseph Bara affichant ainsi la parenté revendiquée par le RNP de l'héritage révolutionnaire et jacobin.
Les JNP auraient compté 2 500 membres pour toute la France.

## Principaux membres du RNP (après octobre 1941)

### Direction: les 15 membres de la CP
Le RNP est dirigé par une commission permanente de 15 membres (liste des membres en février 1943 publiée par Lambert et Le Marec et Handourtzel et Buffet) :
- Président : Marcel Déat
- Secrétaire général : Georges Albertini (ancien de la SFIO, et du CVIA).
- Vice-président (à partir de janvier 1943) : Maurice Levillain (ouvrier mécanicien, ancien conseiller municipal SFIO de Paris et conseiller général de la Seine, néo-socialiste).
- Vice-président (à partir de janvier 1943) : Michel Brille (avocat, député de la Somme en 1936 de l'Alliance démocratique, le grand parti de centre-droit de la Troisième République).
- Henri Barbé (membre du bureau politique du Parti communiste à partir de 1927, l’un des quatre dirigeants en 1929-1930, exclu du PCF en 1934, secrétaire général du PPF de 1936 à 1939).
- René Benedetti (néo-socialiste)
- Francis Desphelippon (fondateur d’une association d’ancien combattants pacifistes, puis membre de la SFIO, puis responsable du service d’ordre du parti communiste, puis passe à la SFIO où il est responsable des cercles d’entreprises et des Amicales socialistes).
- Georges Dumoulin (ouvrier, secrétaire adjoint de la CGT, SFIO, franc-maçon, exerce des responsabilités au bureau international du travail).
- Emile Favier (néo-socialiste)
- Jacques Guionnet (néosocialiste[23])
- Gabriel Lafaye (député SFIO puis néo-socialiste de la Gironde depuis 1928, sous-secrétaire d’État au travail dans le gouvernement Camille Chautemps en 1938. Après 1940 : au RNP, dirige le journal L’Atelier, collabore à La France socialiste, créée le CIOS ou « Comité Lafaye »).
- Barthélemy Montagnon (député SFIO puis néo-socialiste de Paris, franc-maçon. Après 1940 : au RNP, collabore à L'Œuvre et aux Nouveaux temps.)
- Georges Rivollet (secrétaire général de la confédération nationale des anciens combattants, ministre des anciens combattants dans des gouvernements de droite 1934-1935).
- Roland Silly (membre de la SFIO tendance paul-fauriste, secrétaire de la Fédération CGT des techniciens).
- Ludovic Zoretti (universitaire, responsable de la SFIO du Calvados, fondateur d'un petit syndicat d'enseignants du 2e et 3e degrés).

### Personnalités exclues car trop modérées
Plusieurs personnalités du RNP furent exclues car jugées trop modérées :
- Jean Goy (conservateur) exclu en 1942 ;
- Charles Spinasse (ministre SFIO de l’Économie du Front populaire) exclu en 1942 ;
- René Château (radical-socialiste) exclu en 1943.

### Autres personnalités du RNP
- Pierre Celor (membre du bureau du Parti communiste à partir de 1928, délégué auprès du Komintern, l’un des quatre dirigeants du PCF en 1929-1931. Exclu du PC en 1932. Après 1940 : adhère en 1941 au RNP, puis membre du bureau politique du PPF).
- André Grisoni (député-maire radical de Courbevoie, vice-président du parti radical-socialiste, franc-maçon).
- Fernand Hamard (dirigeant des Jeunesses communistes et collaborateur à L'Humanité. Après 1940 : au FST du RNP et donne des articles à L’Atelier et La France socialiste).
- Claude Harmel (dirigea après la guerre l'Institut supérieur du travail)
- Henri Jacob (membre du comité central du Parti communiste, délégué au comité exécutif de l’Internationale communiste. Après 1940 : au RNP en 1941, puis passe au PPF en 1943, rédacteur au Cri du Peuple).
- Paul Perrin (ingénieur, député SFIO puis néo-socialiste de la Seine en 1932-1936, secrétaire-général du Bureau international pour le respect du droit d’asile et l’aide aux réfugiés politiques).

### «Entrismes» au sein du RNP
Des militants issus de deux tendances politiques différentes vont tenter de mener une stratégie d'entrisme au sein du RNP, c'est-à-dire d'y adhérer de façon tactique pour y former un groupe d'influence qui puisse infléchir sa politique dans le sens voulu. Il s'agit de certains trotskistes, habitués à la stratégie d'entrisme au sein des partis de gauche, et de certains militants nationalistes algériens, qui espèrent ainsi faire avancer la cause de l'indépendance de leur pays.

#### Entrisme trotskiste
Suivant la stratégie trotskiste de « l’entrisme » un petit groupe de trotskistes issu du Parti communiste internationaliste de Raymond Molinier) (PCI) est entré au RNP, dont Henri Molinier (membre de la direction du PCI, frère de Raymond), Roger Foirier (PCI, jeunesse du PSOP), Maurice Déglise (membre du comité central des Jeunesses communistes puis trotskiste, André Gailledrat dit Morgat (membre du comité central du PCI, rédacteur en chef de la revue La Vérité, puis membre du PSOP), Jean Desnots (voir FST plus loin).

#### Entrisme des nationalistes algériens
Certains nationalistes anticolonialistes nord-africains jouent la carte de la collaboration avec l’Allemagne nazie qui leur laisse espérer l’indépendance de l’Algérie afin d’affaiblir la France. Dans cette optique, plusieurs dirigeants nationalistes algériens du Parti du peuple algérien (PPA) créé en 1937 par Messali Hadj (surtout l’équipe qui privilégiait l’action en France et non en Algérie) entrent dans les organisations du RNP, espérant qu’il serve de couverture à leur action.
- Comité nord-africain du RNP (mai 1941 à début 1944). Secrétaire général : Mohamed el-Maadi (ou Mahadi) (officier français, membre de l'Étoile nord-africaine, tenté par le Parti populaire algérien, puis adhère à la Cagoule. Après 1940 : au Mouvement social révolutionnaire (MSR) puis au RNP. Puis exclu du RNP en 1943 car joue trop la carte allemande. Il crée la Légion nord-africaine, unité militaire pro-allemande). Autres chefs : Graied, Belkacem Radjef (ancien trésorier et numéro 3 du PPA) (Lambert et Le Marec).
- L'Union des travailleurs nord-africains (UTNA) regroupe les Nord-Africains du Front social du travail, le syndicat du RNP (lire plus bas). L’UTNA aurait recruté 3 000 membres, notamment parmi les 18 000 ouvriers non qualifiés embauchés pour la construction du mur de l’Atlantique. Chefs : Mohamed Laroubi (condamné en novembre 1939 pour « atteinte à la sécurité de l’État ». Après 1940 : président de l'UTNA), Amar Khider (ouvrier, ancien chef du PPA), Si Djilani (membre fondateur de l’Étoile nord-africaine puis ancien membre du bureau politique du PPA, directeur du journal el-Oumma)[24].

### Organisations syndicales et professionnelles du RNP
- Le Centre syndicaliste de propagande (CSP) a été créé en avril 1941 par l’équipe du journal syndicaliste L’Atelier qui a rejoint le RNP (Georges Dumoulin, Georges Albertini, Francis Delaisi) dans l’attente de créer un Rassemblement national syndical. En attendant, le CSP est un club de réflexion et un groupe de pression qui réclame une charte du travail plus favorable aux salariés. Ont été successivement secrétaires généraux du Centre syndicaliste : Georges Dumoulin (un des chefs du RNP, lire plus haut), Aimé Rey (délégué à la propagande de la CGT dans les années 1920, mort en 1943), Roger Bertrand, en 1945 Kléber Legeay (mineur, secrétaire de la Fédération CGT du Nord, qui témoigna à charge dans les colonnes du Populaire du Nord sur son voyage en URSS), René Mesnard (membres de la CGT, de la SFIO, puis néo-socialiste.
- Le Front social du travail (FST) a été créé en juillet 1942 : il se veut le véritable syndicat du RNP avec des cellules dans les entreprises. Son délégué général est Francis Desphelippon, un des chefs du RNP (lire plus haut).
- L'Union de l’Enseignement a été créée en novembre 1942 pour regrouper les enseignants du RNP. Son secrétaire fut Pierre Vaillandet (professeur d’école normale, député SFIO du Vaucluse en 1936) mais elle était aussi dirigée par Georges Albertini. Elle fut un échec.
- Le Centre paysan avait pour chefs : René de Robert (ingénieur agricole, ami de Déat, membre du Cercle européen), Julien Dobert, Jean Desnots (membre du comité central du Parti communiste, qui passa au trotskisme en 1935), André Gorse.
- La Ligue de pensée française. Créée en 1942 par René Château pour rassembler les intellectuels pacifistes et laïcs, elle regroupe des proches de Marcel Déat parfois rebutés par l'alignement systématique du RNP sur le parti national-socialiste allemand[25].

## Antisémitisme
L’antisémitisme du RNP est incontestable mais il est en retrait par rapport à celui des autres partis de la collaboration, les dirigeants exigeant que les Juifs soient rejetés de la Nation mais non de l’Humanité. Ainsi, le bulletin intérieur du RNP, en juillet 1942, admet des distinctions entre diverses catégories de Juifs : les Juifs anciens combattants et les Juifs utiles (savants, intellectuels, producteurs) doivent être intégrés à la Nation, ce que le PPF critique violemment par la suite. Marcel Déat écrit dans ses mémoires politiques qu'il s'opposa à l'antisémitisme radical et que distinguant les juifs étrangers arrivés récemment « peu désirables » et les juifs français assimilés, il fit acclamer par le congrès du RNP les noms de Brunschvicg et Bergson.
Marcel Déat, avant la guerre proche de la LICA qui appela à voter pour lui et qui fut l’un des hommes politiques français qui ont protesté le plus contre l’antisémitisme et le racisme dans les années 1930, relativise dans ses mémoires publiés en 1989 son antisémitisme et celui du RNP pendant la guerre.

## Symboles

Logo de la Milice nationale patriotique, service d'ordre du parti.

Le RNP adopta un emblème : un poing tenant fermement trois flambeaux aux couleurs nationales symbolise l'unité de la nation ; il est encadré par un fer à cheval pour lequel on donna une explication de rassemblement économique : sous le pied du cheval se rencontrent le symbole agricole, l'industrie lourde de l'acier et l'effort de l'artisan,.
À cet emblème, s'ajouta un drapeau rouge frappé d'un losange blanc encadrant un signe bleu d'un bélier zodiacal stylisé, déjà utilisé par les néo-socialistes bordelais en 1934, mais dont la forme angulaire associée aux couleurs du drapeau évoque sans ambigüité la croix gammée des nationaux-socialistes allemands, ou la rune Odal inversée.
Le logo de son service d'ordre, la milice nationale patriotique, est constitué d'un losange dans lequel s'inscrit le signe du bélier zodiacal stylisé surmonté d'une flamme tricolore.